# 滷水蛋

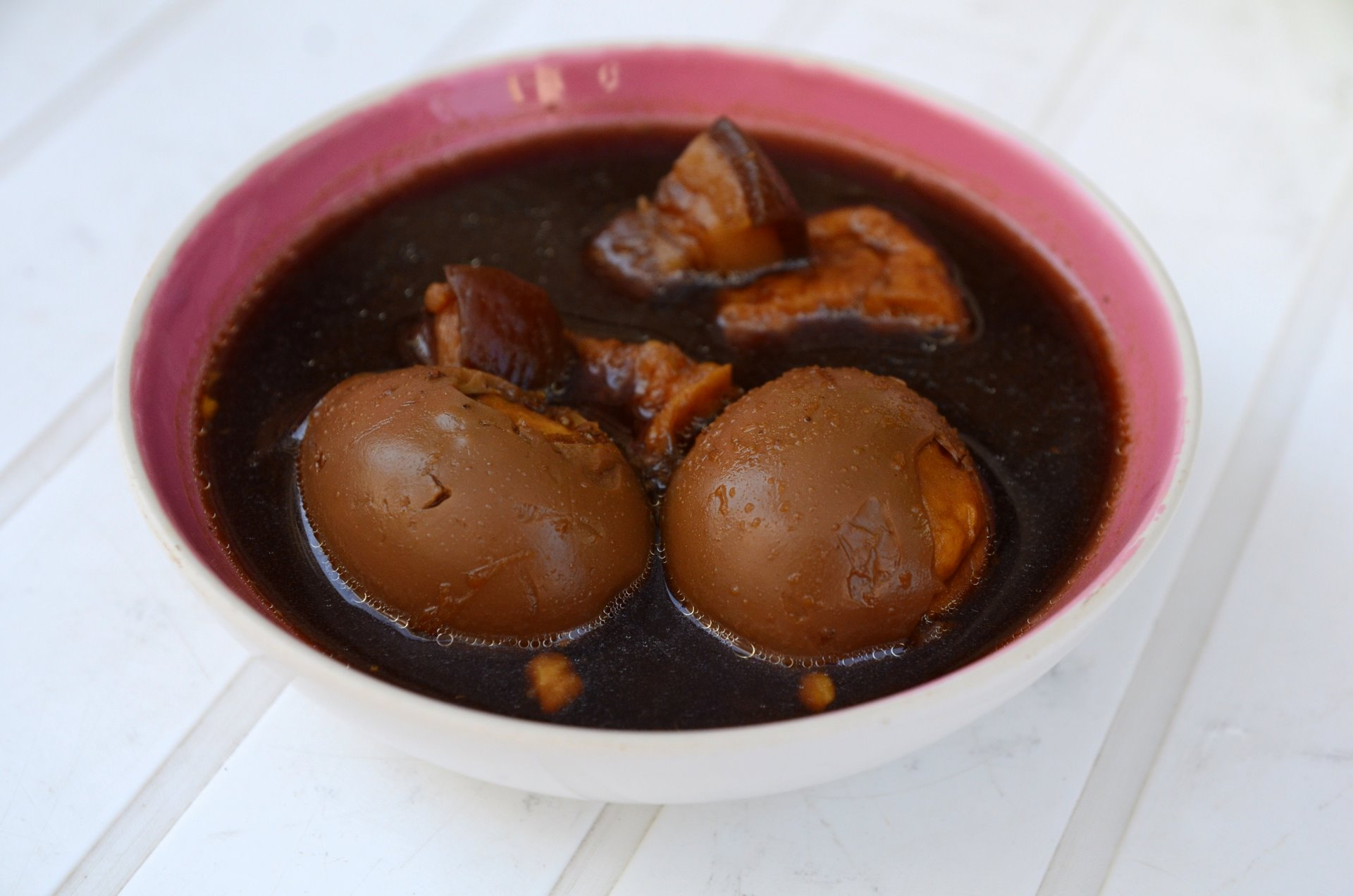
滷蛋與燉肉

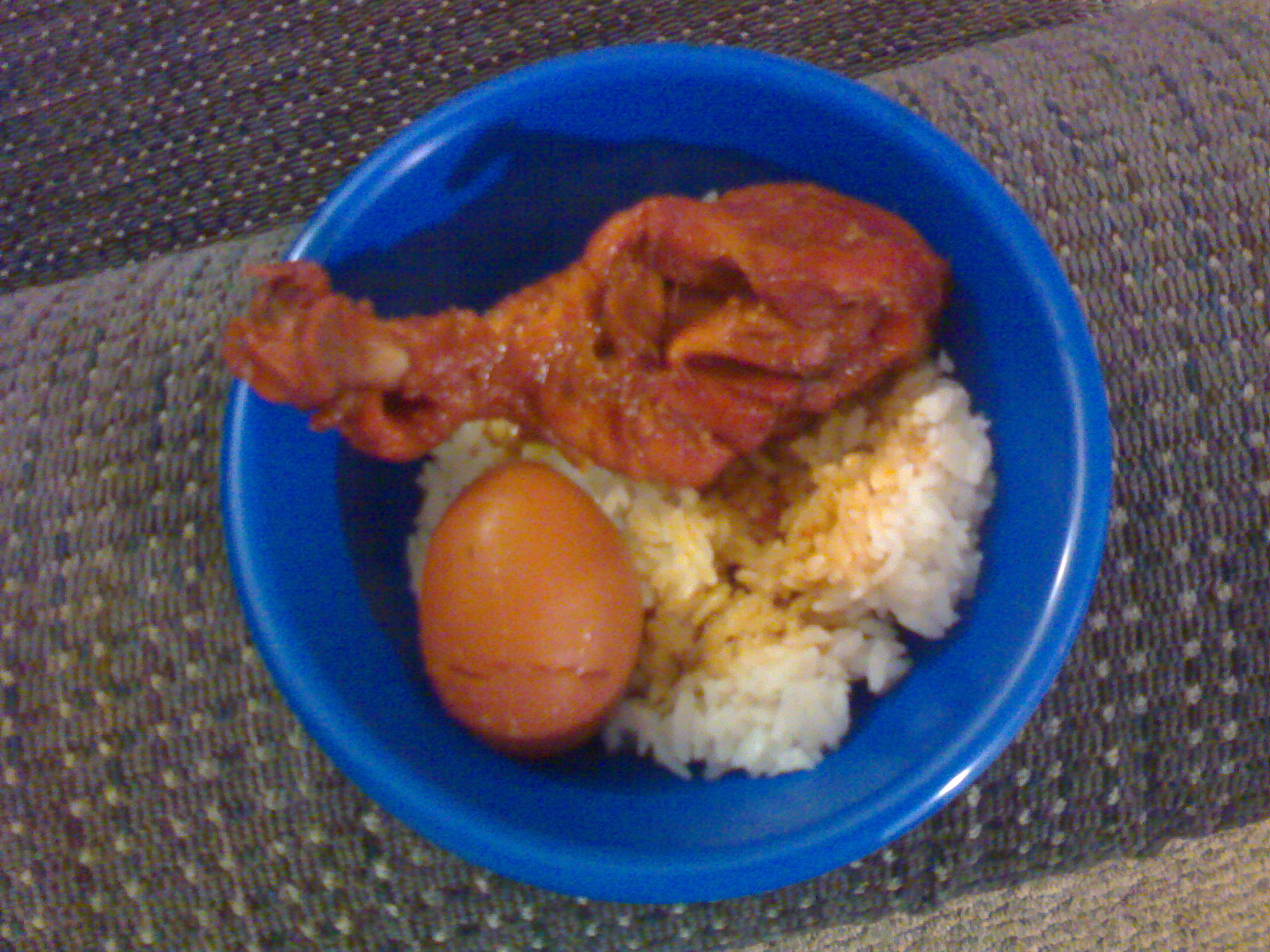
滷蛋與滷雞腿

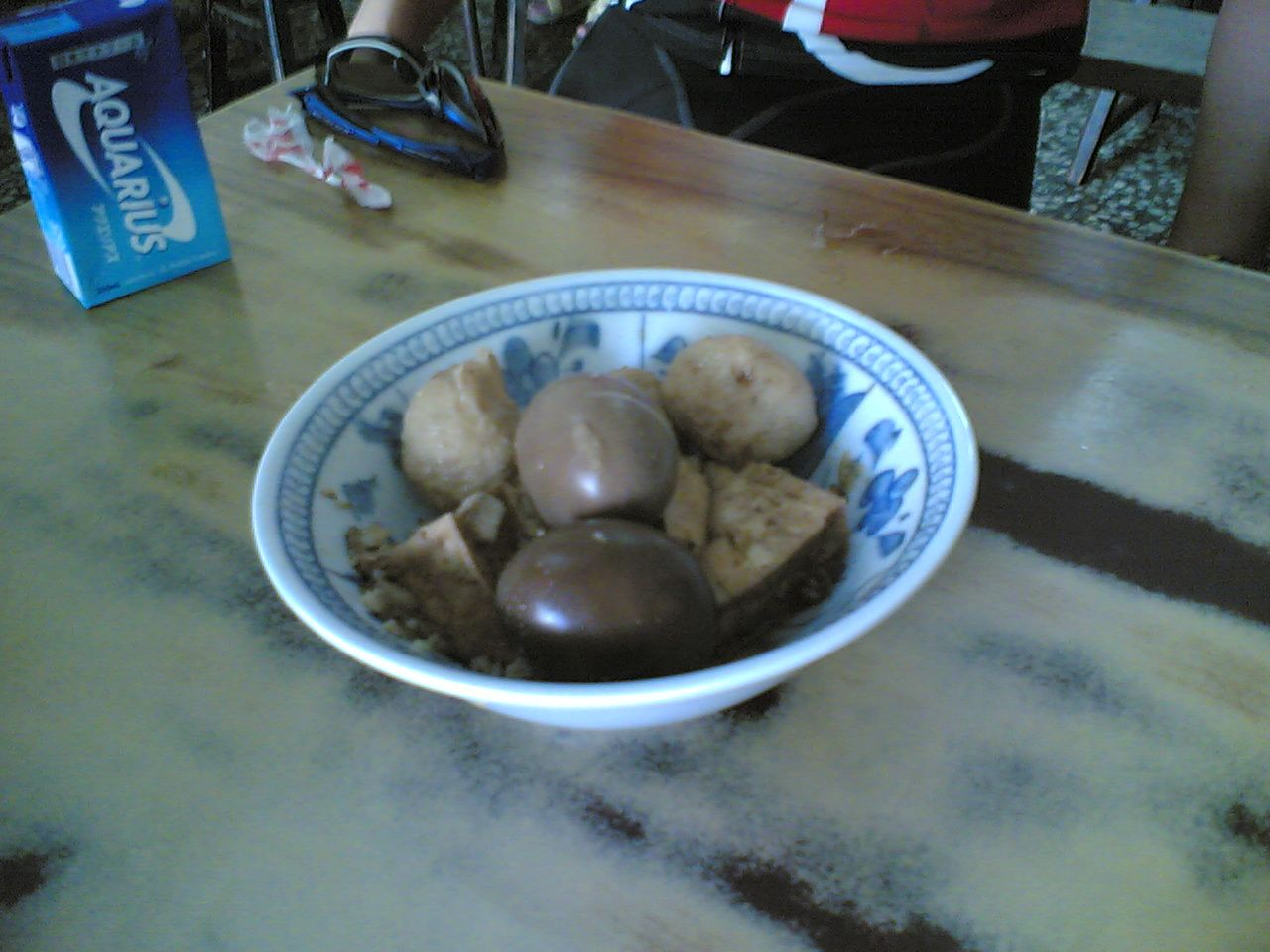
滷蛋與滷貢丸、油豆腐

滷水蛋是由滷水煮成的雞蛋，為一種中國民間傳統小吃，製作簡易，同茶葉蛋深受大眾歡迎，在中華地區，如中國大陸、香港和台灣，以及東南亞如泰國、馬來西亞等地都非常普遍。與台灣特產鐵蛋的分別是鐵蛋比較硬、較細小。滷料一般包含：老抽、蜜糖、酒、鹽。
滷水蛋一般製作流程為：
- 冷水煮
- 泡冷
- 剥殼
- 滷煮：把雞蛋及滷料放在鍋內，先用大火燒，後轉用小火煮半小時，將蛋攪拌使汁能蓋在蛋上。
- 切片
- 拌碟：用生菜絲拌碟，把滷水汁淋上面。[1]